# Sklandrausis
Lo Sklandrausis (in dialetto livoniano: sklandrouš, in livone sūrkak), chiamato anche žograusis o dižrausis, è una torta dolce-salata tradizionale della cucina lettone, originario della Livonia.
Si tratta di un tortino di colore giallo-arancio, preparato con una crosta di farina di segale farcita con un ripieno salato di patate (un terzo) e dolce di carote (due terzi). La superficie è aromatizzata con il cumino.
Considerato un piatto nazionale della Lettonia, nel 2013 lo sklandrausis ha ottenuto dall'Unione europea il riconoscimento di specialità tradizionale garantita (STG).

## Storia

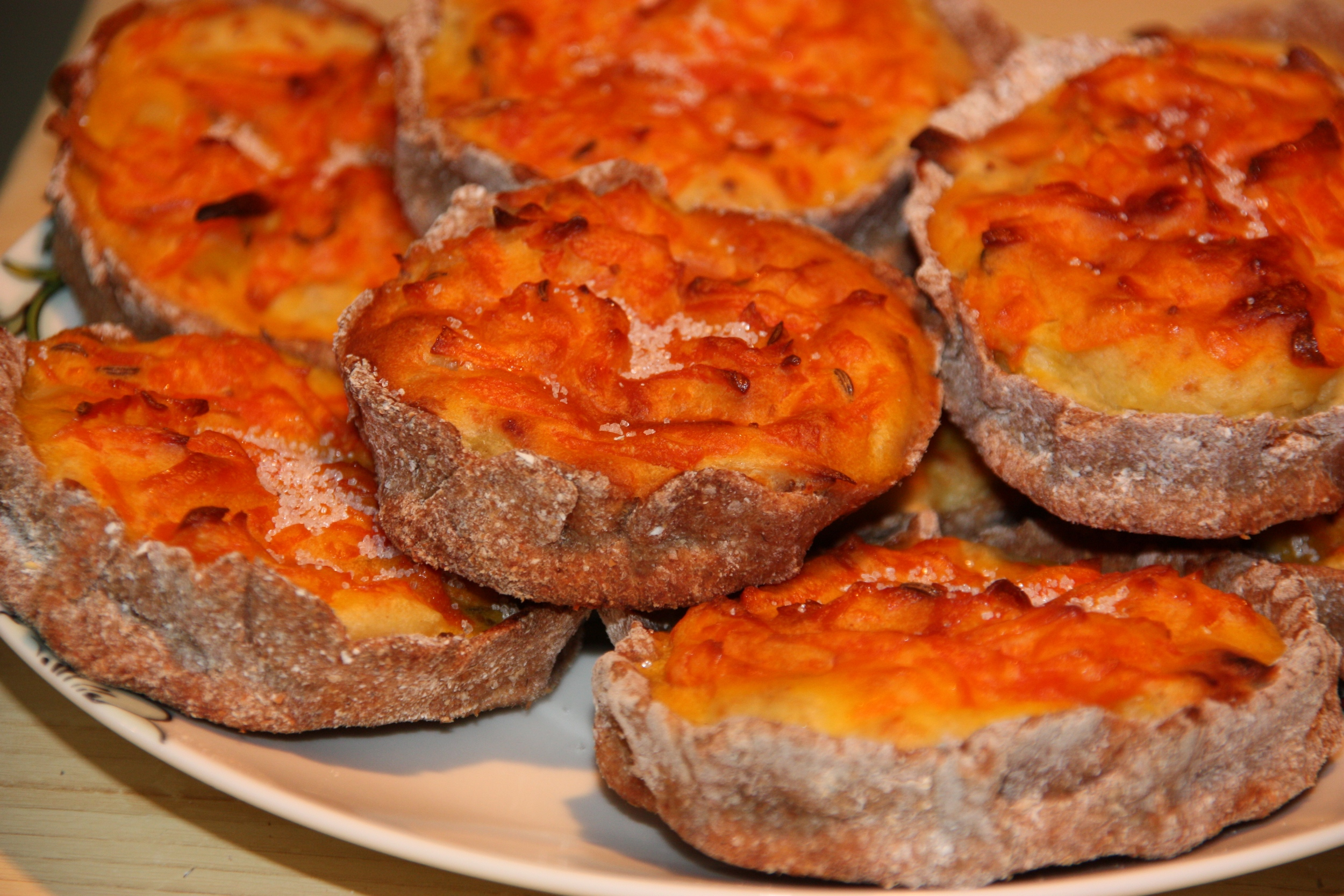
Sklandrausis

La storia dello sklandrausis risale a molti secoli fa: gli antichi abitanti della Lettonia avevano la tradizione di preparare questo tortino in occasione della festa per la fine del raccolto (Jumis) durante l'equinozio d'autunno o altre festività, come la Pasqua o il Natale.
Inizialmente era una semplice focaccia di farina di segale non lievitata, cotta sulle ceneri del camino per poi divenire un tortino ripieno. L'esistenza del ripieno è comprovata dall'etimologia stessa del prodotto: la parola sklanda significa staccionata, mentre rausis significa tortino; questi bordi servivano appunto per evitare che il ripieno cadesse nel fuoco. La coltivazione della carota in Lettonia risale al XVI secolo, e l'uso di tale radice per la farcitura dello sklandrausis è documentata fin dai tempi del Ducato di Curlandia (fra i secoli XVI e XVII). Successivamente all'introduzione della patata (secolo XVII), anch'essa venne aggiunta, finemente tagliata o grattugiata, come ingrediente della ricetta. In un documento del 1914 vi è un riferimento al consumo dello sklandrausis in Curlandia.

## Preparazione

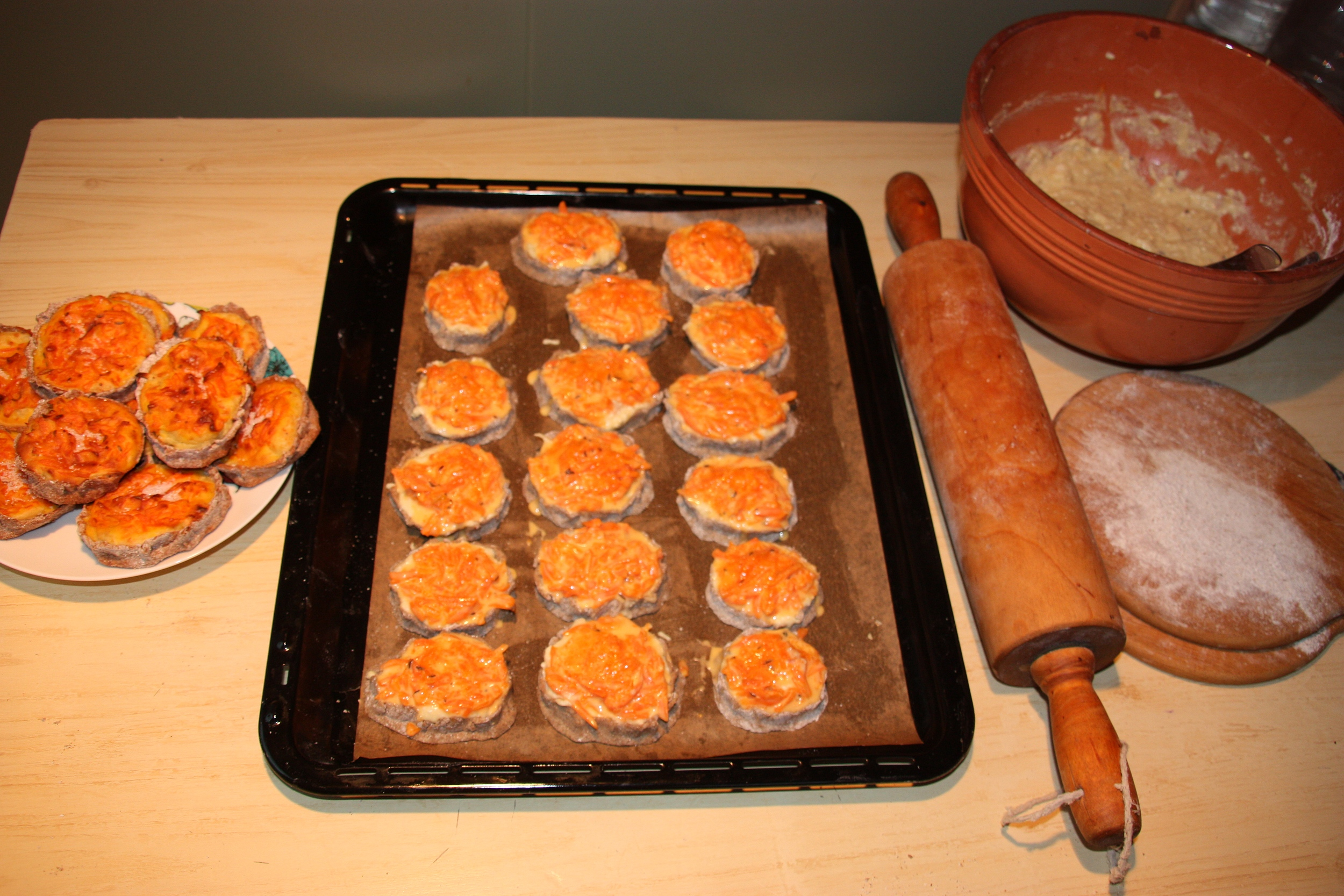
Preparazione degli sklandrausis

La farina di segale viene stemperata in acqua calda con burro e sale. L'impasto viene steso e tagliato in una forma circolare, che viene posta al'interno di una teglia imburrata, ripiegando i bordi verso l'alto.
Il ripieno inferiore del tortino viene preparato con patate bollite schiacciate (oppure patate crude grattugiate), a cui viene aggiunto sale, burro (o panna) ed eventualmente un uovo.
Il ripieno superiore (che per quantità è circa il doppio del primo) è preparato nello stesso sistema, ma con le carote e lo zucchero al posto delle patate e sale.
Dopo aver posto prima lo strato di patate e poi quello delle carote, il tortino viene cotto nel forno ad alta temperatura (220-250 °C) per 15-30 minuti, ovvero fino a quando la base non sia asciutta e le carote divenino di colore marroncino.
Lo sklandrausis viene infine servito ricoperto con panna acida spolverata di zucchero, con un'evenutuale spruzzata di cannella o semi di cumino. Il rivestimento può essere preparato anche con una miscela di panna, zucchero e uova (in questo caso il tortino viene cotto nuovamente in forno per altri cinque minuti).Lo sklandrausis viene tradizionalmente accompagnato da una bevanda di latte e miele, oppure dalla skābputra (porridge fermentato di latte e orzo).